# St. Georgen bei Obernberg am Inn
St. Georgen bei Obernberg am Inn, auch Sankt Georgen bei Obernberg am Inn, ist eine Gemeinde in Oberösterreich im Bezirk Ried im Innkreis  im Innviertel mit 544 Einwohnern (Stand 1. Jänner 2024). Die Gemeinde liegt im Gerichtsbezirk Ried im Innkreis.

## Geografie
St. Georgen bei Obernberg am Inn liegt auf 354 m Höhe im Innviertel. Die Ausdehnung beträgt von Nord nach Süd 6,7 km, von West nach Ost 5 km. Die Gesamtfläche beträgt 18,3 km². 5,5 % der Fläche sind bewaldet, 86,3 % der Fläche sind landwirtschaftlich genutzt.

### Gemeindegliederung
Das Gemeindegebiet umfasst folgende Ortschaften (in Klammern Einwohnerzahl Stand 1. Jänner 2024):
- Dietraching (17)
- Grub (16)
- Hofing (29)
- Hub (68) samt Gurtenhof
- Krautsdorf (17)
- Niederweilbach (27)
- Nonsbach (40)
- Oberaichet (61)
- Pischelsdorf (85)
- Röfl (20)
- Sankt Georgen bei Obernberg am Inn (120)
- Ulrichstal (15)
- Wimm (29)

### Nachbargemeinden
|                  | Obernberg am Inn                            | Mörschwang |
| Kirchdorf am Inn | Kompassrose, die auf Nachbargemeinden zeigt | Weilbach   |
| Geinberg         | Gurten                                      |            |

## Geschichte
Seit Gründung des Herzogtums Bayern war der Ort bis 1779 bayrisch und kam nach dem Frieden von Teschen mit dem Innviertel (damals „Innbaiern“) zu Österreich. Während der Napoleonischen Kriege wieder kurz bayerisch, gehört er seit 1814 endgültig zu Oberösterreich.
Nach dem Anschluss Österreichs an das Deutsche Reich am 13. März 1938 gehörte der Ort zum Gau Oberdonau. Nach 1945 erfolgte die Wiederherstellung Oberösterreichs.
2019 wurde die Gemeinde zum Thema Ortskernbelebung mit dem Impuls Award ausgezeichnet.

### Einwohnerentwicklung
1991 hatte die Gemeinde laut Volkszählung 578 Einwohner, 2001 dann 603 Einwohner. Die Zunahme erfolgte wegen der positiven Geburtenbilanz (+40), die auch die negative Wanderungsbilanz (−15) aufhob. Von 2001 bis 2011 nahm die Geburtenrate ab (+12) und die Abwanderung nahm zu (−26), sodass die Bevölkerungszahl auf 589 zurückging.

## Kultur und Sehenswürdigkeiten

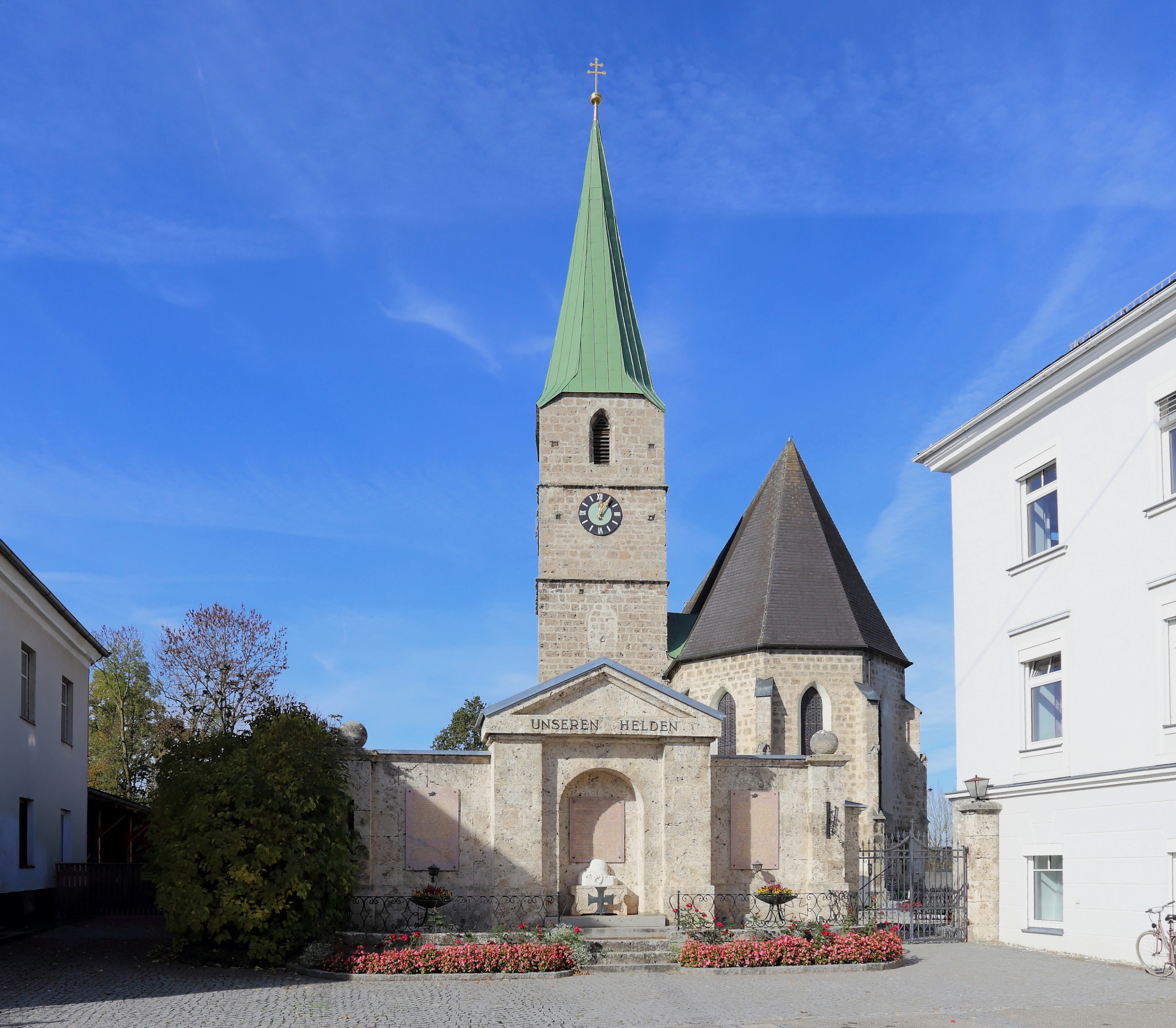
Pfarrkirche St. Georgen bei Obernberg am Inn

- Die katholische Pfarrkirche St. Georgen bei Obernberg am Inn ist ein gotischer Tuffquaderbau mit einem einschiffigen Langhaus und einem leicht eingezogenen Chor.
- Die Familienkapelle entstand 2011 aus einem Projekt einer Nachbarschaft in der Ortschaft Nonsbach. Der Architekt Franz Koppelstätter plante die Kapelle, deren Raum mit Licht durchflutet ist.

## Wirtschaft und Infrastruktur

### Wirtschaftssektoren
Von den 44 landwirtschaftlichen Betrieben des Jahres 2010 wurden 26 im Haupterwerb geführt. Im Produktionssektor arbeiteten 17 der 23 Erwerbstätigen im Bereich Herstellung von Waren. Die wichtigsten Arbeitgeber des Dienstleistungssektors waren die Bereiche Handel (29), soziale und öffentliche Dienste (19) und freiberufliche Tätigkeiten (11 Mitarbeiter).
| Wirtschaftssektor            | Anzahl Betriebe | Anzahl Betriebe | Erwerbstätige | Erwerbstätige |
| Wirtschaftssektor            | 2011            | 2001            | 2011          | 2001          |
| ---------------------------- | --------------- | --------------- | ------------- | ------------- |
| Land- und Forstwirtschaft 1) | 44              | 55              | 46            | 59            |
| Produktion                   | 9               | 2               | 23            | 35            |
| Dienstleistung               | 31              | 13              | 66            | 38            |

1) Betriebe mit Fläche in den Jahren 2010 und 1999

### Verkehr
Die wichtigste Straßenverbindung ist die Altheimer Straße B148, die nach Westen nach Braunau führt und im Osten eine Verbindung zur Innkreis Autobahn A8 darstellt.
| - Energieverbrauch: Der Energieverbrauch betrug im Jahr 2019 rund 15.600 MWh. Dabei entfielen 7.100 MWh auf den Bereich Wohnen, 4.300 auf die Land- und Forstwirtschaft, 500 auf Industrie und Gewerbe, 800 auf Dienstleistungen und 3.000 MWh auf Mobilität. - Öffentlicher Verkehr: Es gibt regelmäßige Busverbindungen nach Obernberg, Mörschwang und nach Ried im Innkreis. - Radweg: Gekennzeichnete Radwege führen zum Inn-Radweg. | Hier fehlt eine Grafik, die leider im Moment aus technischen Gründen nicht angezeigt werden kann. Wir arbeiten daran! |

## Politik
Der Gemeinderat hat 13 Mitglieder.
- Mit den Gemeinderats- und Bürgermeisterwahlen in Oberösterreich 2003 hatte der Gemeinderat folgende Verteilung: 9 ÖVP, 3 GRÜNE und 1 FPÖ.
- Mit den Gemeinderats- und Bürgermeisterwahlen in Oberösterreich 2009 hatte der Gemeinderat folgende Verteilung: 9 ÖVP, 2 GRÜNE und 2 FPÖ.
- Mit den Gemeinderats- und Bürgermeisterwahlen in Oberösterreich 2015 hatte der Gemeinderat folgende Verteilung: 9 ÖVP und 4 FPÖ.
- Mit den Gemeinderats- und Bürgermeisterwahlen in Oberösterreich 2021 hat der Gemeinderat folgende Verteilung: 10 ÖVP und 3 FPÖ.[11][12]

### Bürgermeister
Bürgermeister seit 1850 waren:
- 1850–1858 Michael Endl
- 1858–1861 Anton Schwatrzmayr
- 1861–1967 Josef Schrems
- 1867–1870 Josef Schneebauer
- 1870–1873 Carl Strobl
- 1873–1876 Josef Schrems
- 1876–1879 Alois Nöbauer
- 1879–1881 Georg Strobl
- 1881–1885 Laurenz Matheier
- 1885–1894 Anton Schwarzmair
- 1894–1897 Leopold Lindinger
- 1897–1900 Josef Seidl
- 1900–1903 Franz Hauslmaier
- 1903–1906 Karl Jodlbauer
- 1906–1909 Karl Reisecker
- 1909–1912 Georg Schneebauer
- 1912–1919 Peter Aichinger
- 1919–1945 Alois Höllerl
- 1945–1961 Anton Endl
- 1961–1973 Leopold Höllerl
- 1973–1997 Raimund Schneebauer
- 1997–2009 Alfred Schrems (ÖVP)
- 2009–2016 Franz Josef Augustin (ÖVP)
- seit 2016 Gerhard Wipplinger (ÖVP)[14]

### Wappen
Offizielle Beschreibung des Gemeindewappens: „In Silber über einem roten, aufwärts gebogenen, widersehenden, schwarz bewehrten und rot bezungten Drachen, der von einer schwarzen, gestürzten Lanze, die oben als Patriarchenhochkreuz mit Kleeblattenden endet, schräglinks durchbohrt wird, drei blaue, aufrechte und aneinanderstoßende Rauten im rechten Obereck.“
Sinngebung: Drache und Lanze deuten den Patron der Pfarre „St. Georg“ an, das Patriarchenkreuz auf der Lanze die ehemalige Zugehörigkeit der Pfarre zur Erzdiözese Passau und die drei blauen Rauten die Zugehörigkeit des Innviertels und damit des Gemeindegebietes bis 1779 zu Bayern.
Die oberösterreichische Landesregierung har mit Beschluss vom 1. Dezember 1986  die vom Gemeinderat der Gemeinde St. Georgen bei Obernberg am Inn in der Sitzung am 8. Oktober 1986 festgesetzten Gemeindefarben „Blau-Weiß-Rot“ genehmigt.

## Persönlichkeiten
- Rudolf Gurtner (1927–2019), Landwirt und Politiker
- Hermann Edtbauer (1911–2012), österreichischer Volksschullehrer, Chorleiter, Rundfunkmoderator und Mundartautor
- Franz Reisecker (* 1958, Landwirt und Politiker, 2012–2019 Präsident der Landwirtschaftskammer Oberösterreich, Vizepräsident des EU-Bauernverbandes COPA, Genossenschaftsanwalt im Raiffeisenverband Oberösterreich)
- Hans Kumpfmüller (* 1953), Schriftsteller, Kolumnist und Fotograf